# Хэмбидж, Джоан
Джоан Хелен Хэмбидж (африк. Joan Helene Hambidge; род. 11 сентября 1956, Аливал-Норт, Восточно-Капская провинция) — южноафриканская поэтесса, пишет на языке африкаанс, иногда переводит свои стихи на английский.

## Биография
Училась в Стелленбосском университете и университете Претории. Защитила диссертацию в университете Родса (1985, руководитель — Андре Бринк), вторую — в Кейптаунском университете (2001). В настоящее время — профессор Школы языка и литературы Кейптаунского университета, занимается теорией литературы, развивая идеи Ролана Барта и соединяя их с психоанализом.

## Книги

### Поэзия
- Скрижаль сердца/ Hartskrif (1985)
- Горькие апельсины/ Bitterlemoene (1986, литературная премия Эжена Маре)
- Анатомия меланхолии/ Die Anatomie van Melancholie (1987)
- Палинодии/ Palinodes (1987)
- Geslote Baan (1988)
- Темный лабиринт/ Donker Labirint (1989)
- Gesteelde Appels (1989)
- Kriptonemie (1989)
- Verdraaide Raaisels (1990)
- Сумрачная муза/ Die Somber Muse (1990)
- Тахикардия/Tachycardia (1990)
- Забытый символ/ Die Verlore Simbool (1991)
- Interne Verhuising (1995)
- Отражение в зеркале/ Ewebeeld (1997)
- Мемориальные стихи/ Lykdigte (2000)
- Ruggespraak (2002)
- Die Buigsaamheid van Verdriet (2004)
- En skielik is dit aand (2005)
- Dad (2006)
- Koesnaatjies vir die proe (2008)
- Огненное колесо/ Vuurwiel (2009)

### Романы
- Swart Koring (1996)
- Чёрное покрывало/ Die Swart Sluier (1998)
- Поцелуй Иуды/ Judaskus (1998)
- Sewe Sonjas en wat hulle gedoen het (2001, сетевой роман)
- Skoppensboer (2001)
- Палиндром/ Palindroom (2008)
- Записная книжка/ Kladboek (2008)

### Теория литературы
- Психоанализ и чтение/ Psigoanalise en lees (1989)
- Постмодернизм/ Postmodernisme (1995)